# Felícia (Vitória da Conquista)
Felícia é um bairro localizado na Zona Sul do município brasileiro de Vitória da Conquista, estado da Bahia. É formado por diversos conjuntos habitacionais (como o Morada dos Pássaros I a III e Jardim Guanabara) e condomínios. No bairro está localizado o Shopping Conquista Sul, primeiro grande shopping da cidade. Em 2010, segundo o Instituto Brasileiro de Geografia e Estatística (IBGE), tinha 2 901 habitantes e 995 domicílios.